# Кальдирола, Лука
Лука Кальдирола (итал. Luca Caldirola; 1 февраля 1991, Дезио, Ломбардия) — итальянский футболист, защитник клуба «Монца».

## Биография

### Клубная карьера
Кальдирола является воспитанником «Интернационале», однако за не провёл за этот клуб ни одного матча в чемпионате Италии. Имея контракт с «Интером», Кальдирола отправлялся в аренды нидерландский клуб «Витесс» и итальянские клубы «Чезена» и «Брешиа».
В июне 2013 года Кальдирола перешёл в бременский «Вердер», подписав контракт на четыре года. 15 июля 2015 года Кальдирола был отдан в аренду на один год в «Дармштадт 98».
30 января 2019 года Кальдирола перешёл в клуб Серии B «Беневенто», заключив контракт на полгода.

### Карьера в сборной
17 ноября 2010 года Кальдирола дебютировал за молодёжную сборную Италии. В 2013 году он в качестве капитана итальянской молодёжной сборной принял участие в чемпионате Европы среди молодёжных команд, где завоевал серебряные медали, уступив в финале сборной Испании (2:4).